# Caproni Ca.12
Il Caproni Ca.12 fu il dodicesimo modello di aeroplano progettato e costruito dal pioniere dell'aviazione trentino Gianni Caproni. Si trattava di un monoplano monomotore biposto caratterizzato da una configurazione moderna, con elica traente e impennaggi in coda, che volò per la prima volta nel 1912 e si distinse, fra il marzo e il giugno di quell'anno, stabilendo una serie di record di velocità e di durata in volo.

## Storia del progetto
Il Caproni Ca.12 fu il quinto modello di monoplano costruito da Gianni Caproni nell'officina che egli, in collaborazione con l'ingegnere Agostino De Agostini e con l'aviatore Gherardo Baragiola, aveva avviato presso Vizzola Ticino nella prima metà del 1911.

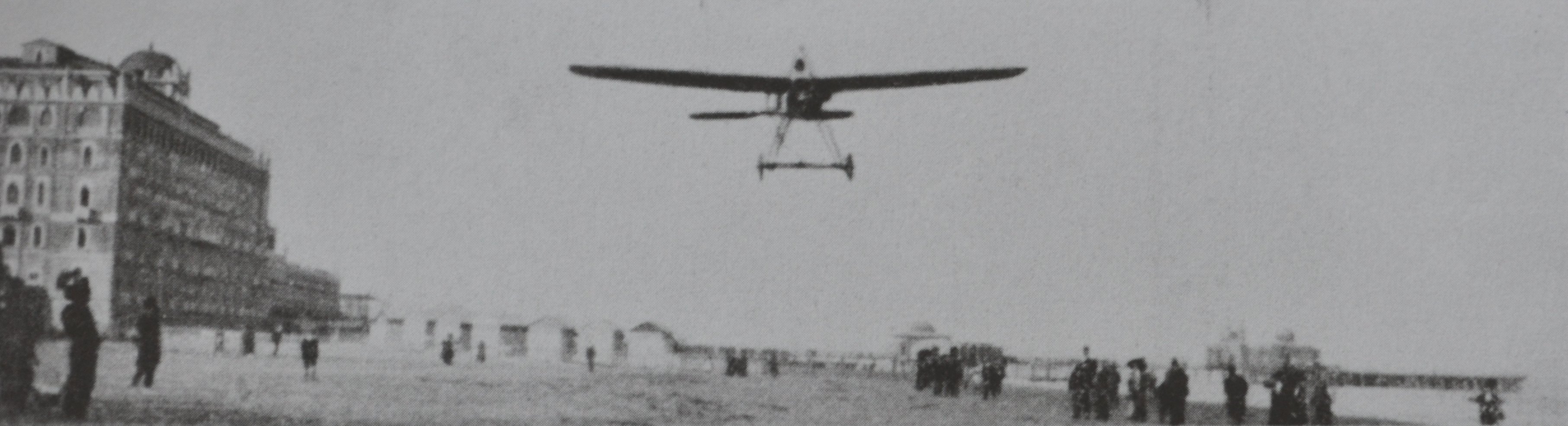
Un Ca.12 in volo sul lido di Venezia nell'aprile 1912.

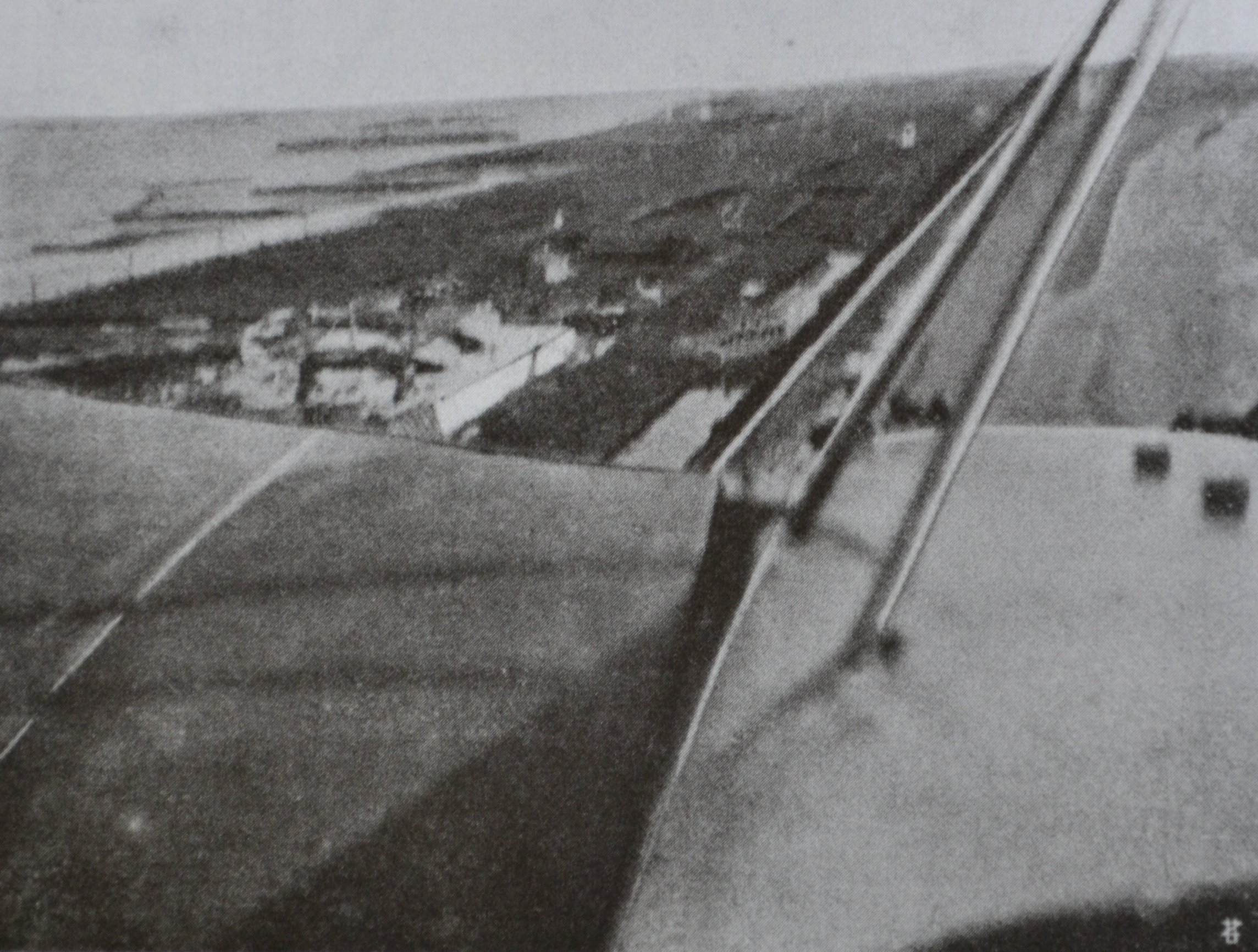
Una fotografia scattata da bordo dello stesso Ca.12, sempre su Venezia.

## Tecnica
Basato, nella sua concezione generale, sul Blériot XI con cui Louis Blériot aveva compiuto la prima trasvolata del canale della Manica nel 1909, il Ca.12 era molto simile al Ca.8 che era stato il primo della generazione dei monoplani Caproni costruiti a Vizzola. Era un moderno monoplano ad ala alta con struttura in legno e rivestimento in tela, dotata di un sistema di svergolamento alare per il controllo del rollio e rinforzata da tiranti metallici collegati alla fusoliera e a una struttura apposita collocata al di sopra di essa; la fusoliera era basata su una struttura in legno a traliccio, a sua volta rinforzata da cavi metallici, ed era ricoperta in tela solo per la metà anteriore; la stessa struttura in legno con rivestimento in tela caratterizzava gli impennaggi. Il carrello, fisso, era composto da due ruote anteriori con pattini anti-cappottata e da un altro pattino, più piccolo, in coda. Il Ca.12 si differenziava dai suoi immediati predecessori principalmente per il fatto di essere un biposto, con i due abitacoli disposti "in tandem" (cioè uno dietro l'altro); inoltre, il Ca.12 differiva dal Ca.11 per l'apertura alare nettamente ingrandita e per il motore, un radiale Anzani 6A3 a 6 cilindri a doppia stella capace di sviluppare una potenza di 60 CV. Altre versioni dello stesso modello montavano motori da 50 o 70 CV.

## Impiego operativo
Il Ca.12 era un monoposto concepito per l'addestramento e per impieghi sperimentali in ambito militare. La qualità del progetto e della costruzione, comunque, consentì al modello di riportare diversi notevoli successi, con una serie di record battuti nella prima metà del 1912.

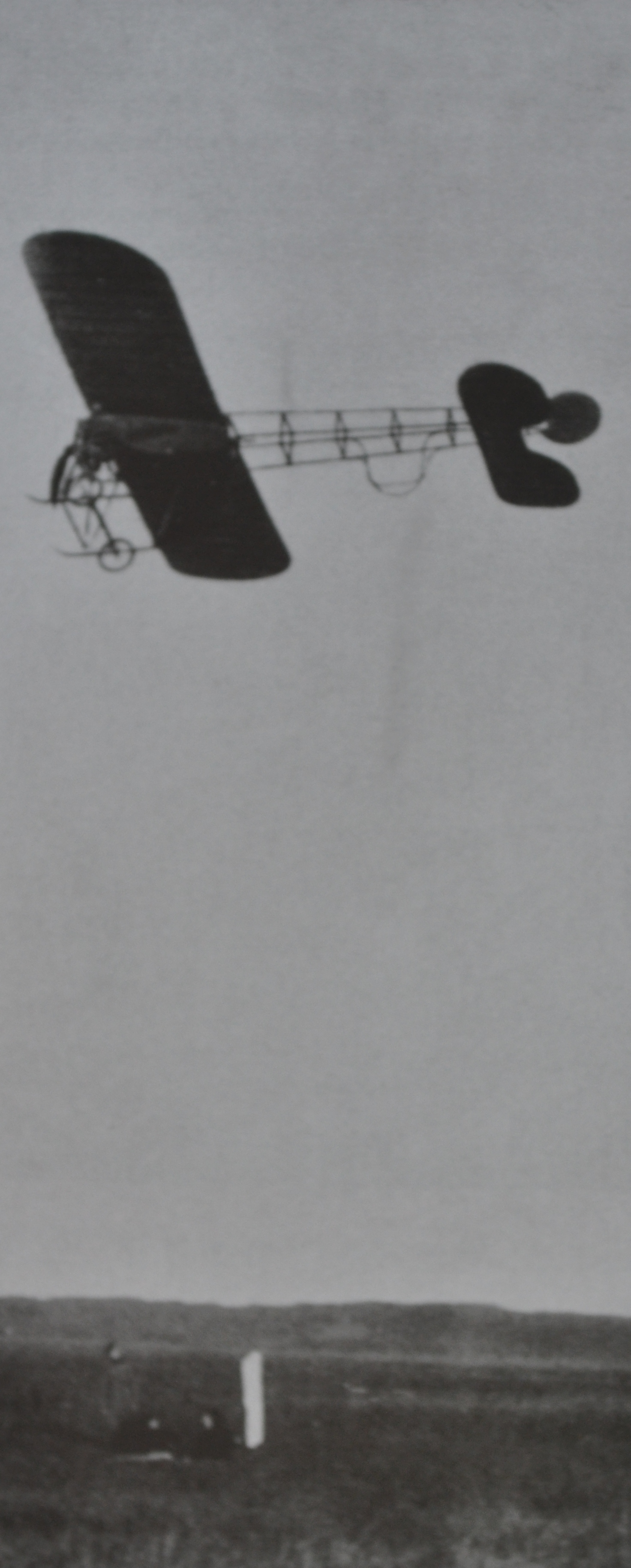
Il Ca.12 del record di velocità fotografato nel momento in cui taglia il traguardo dei 300 km.

Nel pomeriggio del 20 marzo 1912 il pilota Enrico Cobioni (che aveva conseguito il brevetto di volo nella scuola di aviazione annessa alle officine Caproni di Vizzola Ticino ed era divenuto un brillante collaudatore, distinguendosi tra l'altro per i voli da primato sui Caproni Ca.9 e Ca.11) decollò dal campo di Vizzola a bordo di un Ca.12 di serie, un biposto con motore da 50 CV, e iniziò a percorrere ripetutamente un circuito di 5 km segnato al suolo da sei piloni. Percorrendo i primi 100 km (20 giri) in 56 min, i secondi 100 km in 57 min e i terzi 100 km di nuovo in 56 min, alla velocità media quasi costante di 106,5 km/h, Cobioni batté il record mondiale di velocità tanto sulla distanza dei 250 km che su quella dei 300 km, nonché sulla durata delle 3 h. L'ufficialità della prova venne garantita dall'ingegner Vogel, commissario della Società Italiana Aviazione (S.I.A.), e dai commissari aggiunti tenenti Del Giudice e Garino. Cobioni, avendo ancora carburante e lubrificante in abbondanza, rimase tuttavia in volo e percorse altri 30 km (6 giri) prima che il calare del buio (erano ormai le ore 20) lo costringesse a tornare a terra; si ritiene che il volo avrebbe potuto continuare ancora a lungo, dal momento che nei serbatoi restavano ancora 45 degli originali 94 l di benzina (48%) e 18 dei 58 l di olio motore (31%).
Il 5 aprile dello stesso anno, lo stesso Cobioni decollò da Vizzola diretto a Locarno e intenzionato a sorvolare il lago Maggiore. Nonostante fosse una giornata nuvolosa, alle 16:37 l'aviatore prese il volo e, giunto al lago Maggiore all'altezza di Ispra e Ronco, lo sorvolò senza incontrare difficoltà; giunse a Locarno, sulla riva opposta, 42 min 44 s dopo il decollo (avendo quindi coperto 75 km a una velocità media di 105,3 km/h) e atterrò dopo aver compiuto alcune evoluzioni sopra la città.

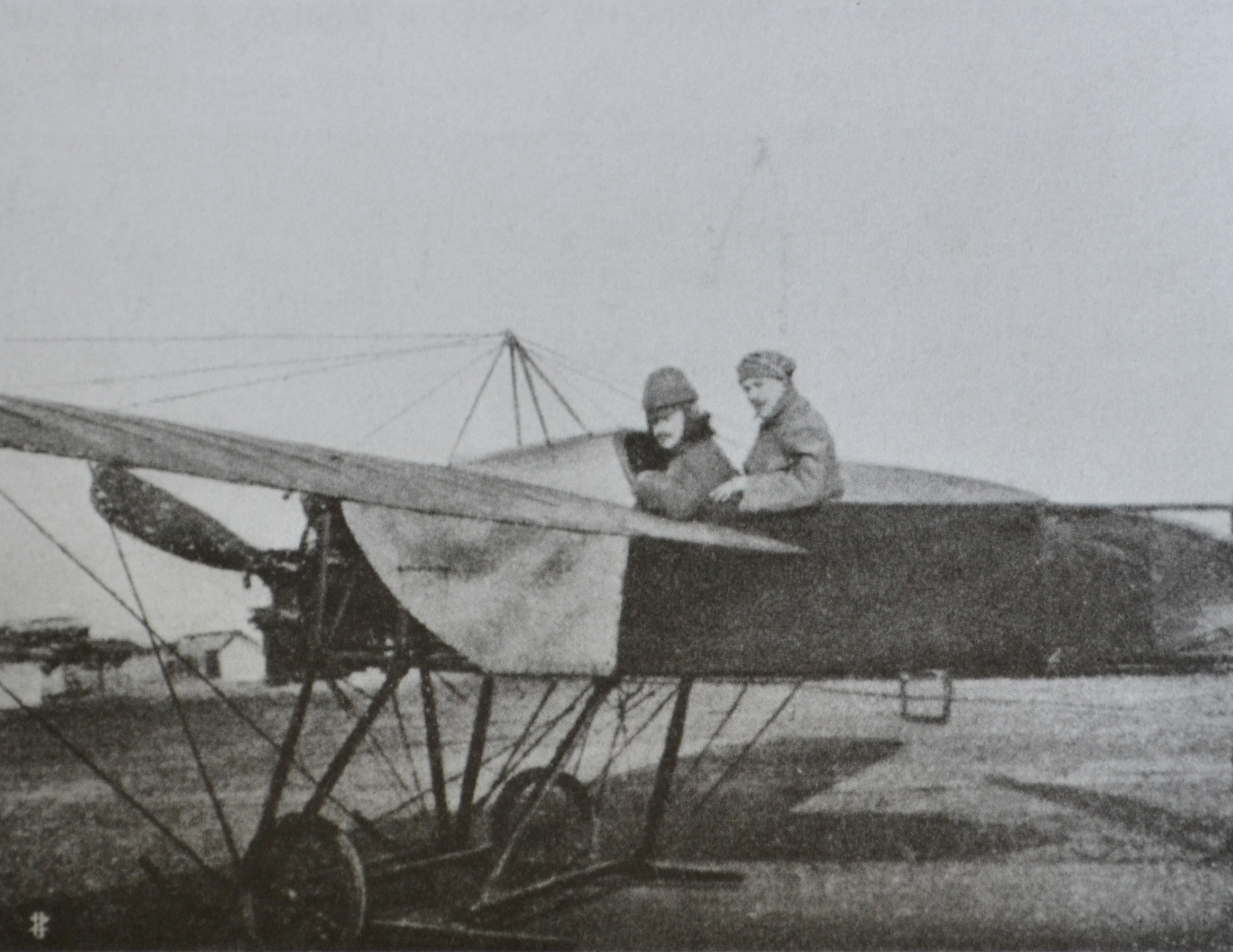
Un Ca.12 fu il primo aereo in Italia a portare in volo un passeggero pagante, un certo signor Weil, qui fotografato a bordo insieme al pilota Cobioni.

Il 16 aprile, sempre con ai comandi di Cobioni, un Ca.12 (questa volta con un motore Anzani da 60 CV) decollò da Vizzola per un lungo volo senza scalo (chiamato, nel gergo dell'epoca, raid) diretto ad Adria, alla foce del Po. Originariamente, secondo il progetto di Caproni (ansioso di «successi [...] non solo più impressionanti sugli animi del grande pubblico, ma ancora più persuasivi per le persone competenti») la meta del raid avrebbe dovuto essere Pordenone, raggiungibile da Vizzola con un percorso in linea retta grazie all'autonomia del Ca.12. Tuttavia Cobioni non conosceva la zona che avrebbe dovuto sorvolare abbastanza bene da orientarsi fino alla meta, e inoltre nel giorno prescelto c'era una fitta nebbia. Si scelse quindi di seguire a bassa quota il corso del fiume Ticino fino al punto in cui esso si getta nel Po, e di proseguire sorvolando quest'ultimo fino alla foce, virando poi lungo la costa adriatica in direzione nord verso Pordenone. Cobioni decollò alle 05:40 e seguì da vicino, in tutte le loro anse, i corsi del Ticino e del Po; il suo passaggio venne confermato dai commissari del Touring Club Italiano a Pavia, Ostiglia, Ferrara e Adria. Qui, alle 09:40, dopo aver percorso 449 km (una distanza maggiore di quella che, in linea d'aria, separa Vizzola Ticino da Pordenone) alla velocità media di 112 km/h, Cobioni fu costretto ad atterrare per fare rifornimento. Dato che ad Adria, però, non era disponibile carburante, il raid dovette essere interrotto e l'aereo, smontato, fu trasportato a Venezia in treno. Si era trattato ugualmente del più lungo volo senza scalo compiuto fino ad allora in Italia.
A Venezia, a partire dal 22 aprile, Cobioni compì una serie di voli dimostrativi che impressionarono molto la stampa e il pubblico veneziano. A uno dei voli eseguiti il 26 aprile prese parte anche Caproni e quello stesso giorno, avendo pagato un biglietto per salire a bordo, il commendator Weil divenne il primo passeggero pagante di un aeroplano in Italia.
L'11 giugno 1912 un Ca.12 con motore Anzani da 50 CV batté il record italiano per la massima durata in volo con un passeggero a bordo. Nonostante il cielo fosse nuvoloso, Cobioni decollò portando con sé l'allievo pilota della scuola Caproni Fausto Minozzi e restò in aria per 3 h 12 min tenendo una velocità media di 114 km/h. Il precedente record nazionale di durata con passeggero venne battuto di quasi un'ora, e si ritiene che sarebbe stato stabilito anche un primato di velocità se la prova fosse stata condotta su una pista adeguatamente predisposta. I commissari S.I.A. che ufficializzarono la prova erano il già citato e Vogel e i capitani Moreno e Biego.